# 沿ローシ川防衛線
本項は、キエフ・ルーシ期にローシ川沿い（ポロシエ）に築かれた要塞都市群（直訳：沿ローシ川防衛線 / ロシア語: Поросская оборонительная линия）
に関して説明する。
これらの諸都市は、キエフ南方のステップの遊牧民の襲撃から、ルーシの地を守る防衛拠点の役割を担った。諸都市の建設は主としてキエフ大公ヤロスラフ1世治世期の1030年代であり、リャフ人(ru)や、テュルク系のチョールヌィ・クロブキも諸都市の構成民の一部に含まれていた。主な都市はユーリエフ、トルチェスク、ヴォロダレフ、ドヴェレン、コルスニ、ボグスラヴリ、ロストヴェツ、ロデニ等である。
また、この地域には大蛇の長城と呼ばれる長大な土塁・堀の遺跡が残されている。